# Клайзен, Людвиг
Кла́йзен (Кля́йзен) Лю́двиг Ра́йнер (нем. Claisen Ludwig Rainer; 14 января 1851, Кёльн, Пруссия, — 5 января 1930, Бад-Годесберг, Германия) — немецкий химик-органик.

## Учёба
Учился сначала в Боннском университете у А. Кекуле и Гёттингенском университете у Ф. Вёлера (с 1869 года).
Затем вернулся в Бонн, где в 1875 году получил степень доктора философии и стал ассистентом А. Кекуле.

## Преподавание
Работал в Боннском университете (1875—1882 гг.), Манчестерском университете (1882—1885 гг.) и Мюнхенском (1886—1890 гг.) университете под руководством А. Байера.
В 1890—1897 гг. преподавал в Высшем техническом училище в Ахене, с 1897 года — профессор в Кильском и с 1904 года — в Берлинском университете, где сотрудничал с Э. Фишером.
В 1907—1926 гг. работал в собственной частной лаборатории в Бад-Годесберге.

## Научная деятельность
Основные работы посвящены развитию методов органического синтеза, ацилированию карбонильных соединений, изучению изомерии и таутомерии.
В 1887 году открыл реакцию диспропорционирования альдегидов с образованием сложных эфиров — получение β-кето- (или β-альдегидо-) эфиров конденсацией одинаковых либо различных сложных эфиров в присутствии слабых оснований в качестве основного катализатора, названную его именем (сложноэфирная конденсация Клайзена).
В 1890 году разработал метод получения коричных кислот конденсацией ароматических альдегидов с эфирами карбоновых кислот под действием металлического натрия.
В 1893 году предложил использовать для перегонки под вакуумом особую колбу, которая до сих пор широко применяется в лабораторной практике (колба Клайзена).
Изучал (1896—1905 гг.) таутомерные превращения ацетоуксусного эфира (кето-енольная таутомерия), что содействовало дальнейшему развитию теоретической органической химии.
В 1912 году открыл перегруппировку аллиловых эфиров фенолов в соответствующие аллилзамещённые фенолы (перегруппировка Клайзена).
Осуществил ряд органических синтезов, в том числе синтезы изатина, производных пиразола и изоксазола, оксиметиленовых производных ацетоуксусного и малонового эфиров.